# Trizogeniates laevis
Trizogeniates laevis är en skalbaggsart som beskrevs av Lorenzo Camerano 1878. Trizogeniates laevis ingår i släktet Trizogeniates och familjen Rutelidae. Inga underarter finns listade i Catalogue of Life.